# Chvrches
Chvrches (soms geschreven als CHVRCHES of CHVRCHΞS), uitgesproken als "churches", is een Schotse electropopband. De band werd in 2011 gevormd in Glasgow en bestaat sinds de oprichting uit Lauren Mayberry, Iain Cook en Martin Doherty. De muziekstijl wordt omschreven als electropop of synthpop. De bandleden maken naast synthesizers en samplers ook gebruik van zang, gitaar en basgitaar.
In maart 2013 bracht Chvrches de ep Recover uit bij het platenlabel Virgin, die in september 2013 werd gevolgd door het album The bones of what you believe. Het album bereikte een top 10-notering in zowel de Schotse als de Britse Official Albums Chart Top 100. In september 2015 kwam het tweede album Every open eye uit.
In mei 2018 verscheen het derde album Love Is Dead. In maart 2019 werkte de band samen met EDM-artiest Marshmello op de track Here with Me. Een maand later uitte Chvrches kritiek op Marshmello vanwege diens samenwerking met Chris Brown en Tyga. Brown en Tyga werden in een tweet abusers genoemd. Aanleiding voor de kritiek was dat Brown in 2009 zijn toenmalige vriendin Rihanna mishandelde en Tyga beschuldigd werd van het versturen van seksueel getinte berichten naar een minderjarige.

## Discografie
- Recover (2013)
- The Bones of What You Believe (2013)
- Every Open Eye (2015)
- Love Is Dead (2018)
- Screen Violence (2021)